# Hans Jørgen Vetlesen

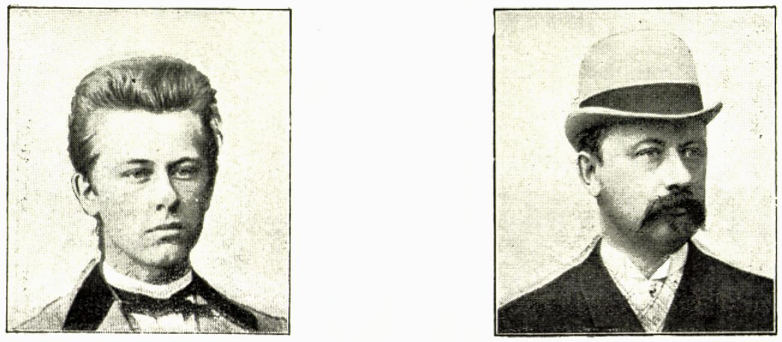
Hans Jørgen Vetlesen.

Hans Jørgen Vetlesen, född 8 mars 1852 i Porsgrunn, död 11 januari 1926 i Oslo, var en norsk läkare.
Vetlesen tog medicinsk ämbetsexamen 1878, var en kort tid bruksläkare i Sarpsborg, under ett år amanuens vid Kristiania universitets fysiologiska institution och blev därefter läkare i Hamar. Vetlesen blev medicine doktor 1888 på en avhandling om etiologin vid struma, var 1889–1894 överläkare vid Modum bad och 1895–1917 överläkare i internmedicin vid Kristiania kommuns sjukhus. Han undervisade även studenter och var 1906–1907 ordförande i Det norske medicinske Selskab.